# Jáchym, v stroj z njim!
Jáchym, v stroj z njim! (češko Jáchyme, hoď ho do stroje!) je češka komedija režiserja in scenarista Oldřicha Lipskýja in scenaristov Ladislava Smoljaka in Zdeňka Svěráka iz leta 1974.
Junak filma je naivni mladi mehanik František Koudelka, ki si ob odhodu v Prago začne urejati življenje po kondiciogramu, karti, ki napoveduje uspešne, neuspešne, nepredvidljive in kritične dni. Ves čas zaupno sledi karti in verjame njenim napovedim. Šele čez leta, ko si že ustvari družino, se izve, da so kondiciogrami, ki jih je prejemal pripadali njegovemu soimenjaku. Film tako opominja, da je uspeh odvisen tudi od zaupanja, ki ga ima človek do sebe.

## Zgodba
Mladi mehanik František Koudelka (Luděk Sobota) se poslovi od sodelavcev na svojem starem delovnem mestu v domačem kraju Chvojkovice. Ob slovesu pozabi stisniti zavoro svojega traktorja »Maňe«, ki pristane v mlaki. Pred odhodom se ustavi še doma, kjer mu mama (Eva Svobodová) kot darilo za Františkovo teto (Věra Ferbasová) v kovček spravi nekaj svežih jajc. Zatem se od nje poslovi. Na vaškem trgu naleti na moža, ki ljudem navdušeno predstavlja svojo iznajdbo, kondiciogram, karto, ki lastniku dneve na koledarju razvrsti na uspešne (*), neuspešne (•), nepredvidljive (0) in kritične (×). Kot demonstracijo mož na kos papirja vpiše Františkove podatke, list pa nato preda svojemu pomočniku, rekoč „Jáchym, v stroj z njim!“. S kondiciogramom opremljeni František se nato odpravi na vlak za Prago.
V Pragi Františka njegova teta lepo sprejme. Pokaže mu sobo, kjer bo spal skupaj z njenim psom Gregorjem (Gregor v mehki postelji, František na starem otomanu). Pove mu tudi, da mu je uredila službo pri avtoservisu delovodje Karfika (Ladislav Smoljak). Kmalu zatem je František že v delovodjevi pisarni, kjer mu skupaj s psihologom Kláskom (Zdeněk Svěrák) predstavljata novo delovno mesto, predvsem pa ga opozarjata na nesprejemanje podkupnin. Slednje naj bi namreč povzročale, da uslužbenec na četrt leta zblazni in pristane v ordinaciji psihiatra docenta Chocholouška (Václav Lohniský). František je za vajenca dodeljen Bédi Hudečku (Josef Dvořák), ki takrat dela na zelenem Renaultu 16 spogledljive gospe Nevyjelove (Eva Fiedlerová), na katero želi napraviti vtis.
František zaupno sledi svoji karti, ko pa se mu zaradi spuščene zavore avto odpelje in z mostu pade v Vltavo, obupa nad kritičnimi dnevi. Začne se zanimati za uslužbenko Blanko (Marta Vančurová) iz bližnjega bifeja, ker pa ne ve, kako bi se ji približal, k njej hodi le menjati denar. Kasneje se končno opogumi in jo spozna, to pa ni všeč njenem sodelavcu Karlu (Karel Novák). Ker mu teta sicer ne bi pustila ven, mora František s seboj na zmenek peljati tudi Gregorja. Za izgovor Blanka Františku predlaga, da se vpiše na krožek juda, katerega tudi sama obiskuje. Pri vpisu František na trenerja Tumpacha (František Peterka) napravi dober vtis, ko ga trener pri preizkusu ne more premakniti z mesta (del Františkovega plašča se je zataknil med vrata)
Nekega popoldneva, ko se Františkova teta z Gregorjem odpravi na pasje tekmovanje v Holešovicah. František to izkoristi in Blanko povabi k sebi domov. Teta, ki se predčasno vrne domov njune zveze ne odobrava in zato mora Blanka domov. Poleg tega se na Františka spravi še Karel, ki sreča par na tramvajski postaji.
František začne redno obiskovati kino, kjer predvajajo film Šerif popoldne nima časa (Šerif nemá odpoledne čas). Najbolj mu je všeč prizor, v katerem šerif (René Přibil) negativca (Jaroslav Tomsa) s pestjo udari po obrazu, ter ga redno vadi, da ga bo lahko izvedel pred Karlom.
Trener Tumpach se za člana tekmovalne ekipe odloči izbrati nekoga izmed novincev, saj za dva boljša judoista nastop ne bi bil mogoč (služenje vojaškega roka in bolezen). Mesto določi Františku. Ko slednji premišljuje, ali naj ponudbo sprejme, ga Blanka spomni, da bo tekmovanje potekalo v sredo 27. septembra, ki naj bi bil eden Františkovih uspešnih dni. František nato sprejme ponudbo.
V sredo sedemindvajsetega František vstane, samozavestno pove teti, naj se ne vmešava v njegove osebne zadeve, in se odpravi na delo. Na servisu mu Béda preda v hrambo podkupnine prejšnjega dne, da jih ne izgubi, ker ima kritičen dan (tudi on si je dal napraviti kondiciogram). Kmalu zatem delovodja Karfik na kameri opazi Františka, ki pregleduje Bédine bankovce in si mrmra, da je nor. Takoj se odpravi k telefonu in pokliče docenta Chocholouška, František pa se ravno v tem času odpravi na tekmovanje juda. Kmalu se na servis pripelje reševalno vozilo, ki pa zaradi Františkove odsotnosti tudi kmalu odide. Prve borbe se František pravočasno udeleži in na presenečenje trenerja Tumpacha celo zmaga. Zatem pohiti v bife, toda Karla ni, ker je streže na zabavi na Jesenicah. František zatem pohiti nazaj na tekmovanje in premaga še drugega nasprotnika. Ker bi za na Jesenice potreboval avtomobil, se oglasi na servisu pri Bédi ter si sposodi avtomobil nekega danskega glasbenika. Vratar Prouza (Lubomír Lipský) izrabi priložnost in ponovno pokliče psihiatrijo. Pred odhodom Béda Františku v zameno za avto naroči, da Nevyjelovi, ki ima rojstni dan, kupi šopek vrtnic in ji preda Bédino pesem, saj zaradi kritičnega dne tega sam ni zmožen. Zatem na servis prispe reševalno vozilo, ki pa ne odpelje Františka, temveč Bédo, saj je ustrezal vratarjevem opisu Františka. Pred stanovanjem Nevyjelove Františka ogovori gospa, ki ga zamenja za Bédo. Pove mu, da ga Nevyjelova vabi, da se ji pridruži na gradu Konopiště, kjer je udeležila razstave japonskega miniaturista Uka Ješite (Tetsuči Sasagava). Med potjo na grad se František znajde sredi 12. dirke Konopišťské kolo. V veliki zmedi mu na avto pripnejo številko 35, ter mu prigovarjajo naj že pelje. Františku kljub vsemu nenamenoma uspe zmagati, temu pa protestira kolerični dirkač Stanislav Volejník. Njegov ugovor je priznan za upravičenega in mu je priznano prvo mesto. Ob ponovni podelitvi nagrade se na prizorišču že prikažeta Holna in Malota, Chocholouškova asistenta, ki odpeljeta Volejníka (Františkova teta je Chocholoušku povedala, da je zmagal František). František se med tem že odpravi naprej in končno prispe na Konopiště, kjer se je odvijala razstava japonskega umetnika Uka Ješite, ki pa je zamujal. Organizatorji Františka, zaradi kimona misleč, da je zamujajoči umetnik, lepo sprejmejo. František s prerezom traku otvori razstavo, pred tem pa še Nevyjelovi izroči šopek in pesem. Medtem se Chocholoušek opraviči Volejníku za zmedo, ta pa docentu pove, kam je bil František namenjen ter, da ima avtomobil z dansko registracijo. S temi informacijami se na Konopiště pripeljeta docentova asistenta, malo za njima pa tudi pravi Uko Ješita, ki kmalu pristane v reševalnem vozilu (Holni in Maloti strežaj na parkirišču pove, da avto z dansko registracijo pripada japonskemu umetniku). František se zatem odpravi nazaj v športno dvorano. Od tam Chocholoušku sporočijo, da se František nahaja pri njih. Docent ponovno pošlje svoja asistenta na teren, vendar se tokrat odloči iti zraven. Ko trojica vpraša vratarja telovadnice, kaj ima Koudelka na sebi, jim le-ta pove, da je oblečen v kimono. Ravno med tem pogovorom pa František že sname opravo. Posledica tega je, da trojica v vreči odnese čistilca, ki je nosil kimono.
František pohiti na Jesenice. Tam pred Karlom zaigra prizor iz filma, ob pogledu na uro (00.15, njegov srečni dan se je iztekel) pa si premisli o pretepu, vendar je takrat že prepozno in vname se velik pretep. V vsej zmedi na prizorišče prispeta Holna in Malota, ki opazita Koudelkin avto. Po naključju se František ob njunem vstopu v lokal zaleti prav vanju. Povprašata ga po imenu, zatem pa še po osebni izkaznici. Tokrat povsem prepričana, asistenta nastavita vrečo, v tistem trenutku pa Blanka izklopi luči. František in Karel zamenjata položaj in slednji pristane v vreči. Po koncu pretepa Blanka Františku kot rešitev za težave v njunem odnosu (Františkova teta in Karel) predlaga poroko.
Naslednji dan Holna in Malota bežita iz psihiatrije pred razbesnelim Chocholouškom, ki za njima strelja z bazuko, ki jo polnita Karfik in Klásek.
Zadnji prizor se dogaja nekaj let v prihodnosti. Pred podeželsko hišo noseča Blanka na mizo prinese pladenj ocvrtega kruha medtem, ko František z otrokom na kolenu prebira časopis, nakar se ob hiši ustavi črn avtomobil Tatra 603. Iz njega stopijo trije možje. Pojasnijo, da kondiciogrami, ki jih je František prejemal niso pripadali njemu, temveč soimenjaku iz Přibrama. Kot opravičilo za pomoto paru pustijo svoj avto. František možem poda roko in jim skupaj z Blanko in otroci pomaha v slovo, nezavoreni avtomobil pa pristane v bližnji mlaki in se potopi.

## Igralska zasedba
- Luděk Sobota - mehanik František Koudelka
- Marta Vančurová - razdeljevalka hrane Blanka
- Vera Ferbasova - Františkova teta Marie Sýkorová
- Josef Dvořak - mehanik Bedřich "Béda" Hudeček
- Ladislav Smoljak - delovodja Karfik
- Zdeněk Svěrák - psiholog Klásek
- Karel Novák - točaj Karel
- Václav Lohinský - psihiater doc. Chocholoušek
- Eva Fiedlerová, Jaroslava Adamová (glas) - gospa Nevyjelová
- František Husák - asistent Arnošt Holna
- Josef Hlinomaz - asistent Arnošt Malota
- Lubomír Lipský - vratar Prouza
- Miroslav Homola - oglaševalec kondiciograma
- Petr Nárožný - dirkač Stanislav Volejník
- Eva Svobodová - Františkova mama
- Josef Beyvl - vratar telovadnice
- Václav Kotva - čistilec telovadnice
- Oldřich Velen - Tonek Trósil
- Vladimír Krška - direktor računalniškega centra
- Miloň Čepelka - tolmač
- Jan Hartl - mehanik novinec Šofr
- Jiří Wimmer - mehanik Růžička
- Jan Vala - mehanik Maňas
- Tetsuči Sasagava - japonski umetnik Uko Ješita
- Petr Brukner - programer Jáchym

## Produkcija

### Zasnova
Sergej Machonin se je obrnil na Svěráka in Smoljaka z idejo za nov projekt po izidu Umora v salonskem kupeju (Vraždy v salonním kupé) leta 1970. Za vzgled sta si vzela prav to delo, parodijo detektivskih zgodb z vsevednimi preiskovalci. Delo je dobilo naslov Sedem načel inšpektorja Trachtyja (Sedm zásad inspektora Trachty). Za režijo se je ponudil Jiří Menzel, ki je bil takrat filmsko upokojen. Njegova transgresija iz 1960. let je pripomogla k temu, da ideja ni bila sprejeta s strani osrednjega dramaturga Ludvíka Tomana, kljub temu, da je scenarij prevzel preverjeni Oldřich Lipský.
Lipský je nato dobil idejo za film, ki bi temeljil na takrat priljubljenih kartah stanja. Smoljaku in Svěráku je bila ideja všeč in nastal je nov scenarij z naslovom Visoka faza (Vysoká fáze) s podnaslovom Veliki dan Františka Koudelke (Velký den Františka Koudelky). Kasneje je bil naslov prevzet po programerju Jáchymu, ki se v filmu pojavi le za nekaj sekund. Po mnenju scenaristov prvotni naslov ni kazal na to, da je film komedija, hkrati pa so s tem ciljali na barrandovske ocenjevalce.

### Produkcija
Tehnični scenarij je bil končan avgusta 1973. Proračun je znašal 4,5 milijona Kčs. Relativno nezahtevna produkcija je potekala pod vodstvom dramaturške skupine Karla Copa od konca oktobra do decembra istega leta. Zaradi jesensko-zimskega časa snemanja je prihajalo do težav z naravno svetlobo, prestavitev snemanja pa zaradi načrtovanega snemanja družinske komedije Cirkus v cirkusu (1975) ni bila mogoča.
Montaža je bila končana pozno v maju 1974. Na Copov predlog se je film uvrstil v prvo kategorijo, kar je zagotovilo, da je bila komediji namenjena posebna skrb. Čeprav je dramaturška skupina film predstavila kot satirično komedijo o družbenih pojavih kot so podkupovanje, mecenstvo in breziniciativnost, večina kritikov filma ni imela za satiro.

### Chvojkovice
Izmišljeni kraj Chvojkovice oz. Chvojkovice-Brod se prvič pojavi v seminarskem delu o gledališki igri gledališča Divadlo Járy Cimrmana Němý Bobeš, prvič uprizorjene leta 1971. Tako kot film sta tudi to predstavo napisala Ladislav Smoljak in Zdeněk Svěrák.
V prizoru kjer trener Tumpach preizkuša Františka, ga vpraša kje je bil poprej (v katerem judo klubu), nakar mu František odgovori „STS Chvojkovice-Brod“ (njegovo prvotno delovno mesto). Zaradi tega danes več športnih društev na Češkem nosi ime STS Chvojkovice-Brod.
Prizori postavljeni v Chvojkovice so bili posneti v Oslovu in Jickovicah. V prizorih iz Oslova se je pojavilo več domačinov. Ustvarjalci filma so želeli, da bi prebivalci bili oblečeni povsem običajno. Z vodstvom občine so se pogajali, da se je snemanje lahko izvedlo na delovni dan. Želeli so tudi prebarvati hišo nekega domačina. Ni se namreč ujemala z ruralnim izgledom preostalih hiš. Lastnik je nazadnje pristal na nenavadno prebarvanje.

## Digitalizacija
Leta 2021 je bil film na novo digitaliziran s sodelovanjem Nacionalnega filmskega arhiva (Národní filmov archiv), Državnega sklada za kinematografijo (Státní fond kinematografie) in Mednarodnega filmskega festivala Karlovi Vari (Mezinárodního filmového festivalu Karlovy Vary) pri Universal Production Partners in studiu Soundsquare v Pragi.